# Takayuki Tada
Takayuki Tada (多田 高行 Tada Takayuki?, nacido el 7 de abril de 1988 en Kagawa) es un exfutbolista japonés. Jugaba de centrocampista y su único club fue el Giravanz Kitakyushu de Japón.

## Trayectoria

### Clubes
| Club                | País  | Año         |
| ------------------- | ----- | ----------- |
| Giravanz Kitakyushu | Japón | 2010 - 2016 |

## Estadística de carrera

### J. League
| Club                | Año   | J. League | J. League | Copa J. League | Copa J. League | Total | Total |
| Club                | Año   | Part.     | Goles     | Part.          | Goles          | Part. | Goles |
| ------------------- | ----- | --------- | --------- | -------------- | -------------- | ----- | ----- |
| Giravanz Kitakyushu | 2010  | 5         | 0         | -              | -              | 5     | 0     |
| Giravanz Kitakyushu | 2011  | 27        | 0         | -              | -              | 27    | 0     |
| Giravanz Kitakyushu | 2012  | 22        | 1         | -              | -              | 22    | 1     |
| Giravanz Kitakyushu | 2013  | 13        | 0         | -              | -              | 13    | 0     |
| Giravanz Kitakyushu | 2014  | 12        | 0         | -              | -              | 12    | 0     |
| Giravanz Kitakyushu | 2015  | 15        | 0         | -              | -              | 15    | 0     |
| Giravanz Kitakyushu | 2016  | 9         | 0         | -              | -              | 9     | 0     |
| Total               | Total | 103       | 1         | 0              | 0              | 103   | 1     |